# 小説化
小説化（しょうせつか）とは、小説以外の表現手法やメディアで既に作成・発表された作品を、小説の手法で表現しなおして発表する事。

## 概要
古典文学、音楽、映画、漫画、ドラマ、コンピュータゲームなど、あらゆる創作物が対象とされ、特にサブカルチャーの分野では英語に由来するノベライズ（novelize）と言う表記が好んで使われる。ノベライズは本来動詞で「小説化する」と言う意味であるが、カタカナ語では「小説化された作品」自体を表す名詞としても多用されている。また、本来の「小説化」、「小説化された作品」を意味するノベライゼーション（novelization）も同じくカタカナ語として利用されている。著作権法上は翻案の一形態にあたる。
小説化されて発表された作品に対し、その元となった他メディア作品は原作と称し、原作の作者は原作者として遇される。また、この事例における「原作者」は個人を指すだけにとどまらず、時に元作品の製作会社そのものが「原作者」として名義を持つこともある。なお、製作会社（東映関連会社、サンライズなど）が、擬人名称を原作者名義に使う（八手三郎、東堂いづみ、矢立肇など）場合もある。
ノベライズは企業のメディアミックス展開においては漫画化と同様によく使われる手法であり、対象原作との相互的な宣伝効果をもたらす。

## ライトノベル
日本においてはライトノベル分野において顕著に使われる手法として知られており、主に1970年代後半から1980年代において創刊された、朝日ソノラマのソノラマ文庫や角川書店の角川文庫・青版（現・角川スニーカー文庫）、富士見書房の富士見ファンタジア文庫などが、その元祖的代表例に挙げられている。
これは漫画やアニメがメディアの主流となっていた当時の青少年の「活字離れ」による「小説離れ」を危惧した出版社が、彼らに馴染みの深いアニメや漫画を逆に小説にすることによって、若年層のニーズと市場を生み出そうとした事に端を発するものであり、そのためにこの分野における初期の小説作家は漫画原作者やアニメの脚本家である事が多く、そこから小説家として名を馳せるケースも少なからずある（富田祐弘やあかほりさとるなど）。
のちにライトノベル分野の出版社主導による新人賞の創設が顕著になり、ライトノベルを専門に扱う小説家が多くなると、逆に専業小説家自身が既存作品の小説化に乗り出すケースも出ている。
また近年ではライトノベルジャンルに限らず、一般のドラマ作品や映画作品においても、ドラマ終了後や映画公開直前に同作品のメイン脚本家によるノベライズ作品が刊行されるなど、いわゆるメディアミックス展開における「ノベライズ手法」を利用する作品は増加している傾向にある。
宮部みゆき（『ICO』）、福井晴敏（『ターンエーガンダム』）、乙一（『ジョジョの奇妙な冒険』）、西尾維新（『DEATHNOTE』）などの著名作家がノベライズ作品を発表することもある。
また有名作家が無名時代にノベライズ作家として活動していたケースも少なくない。（古川日出男や桜庭一樹など）

## 古典文学
同じ文学であっても、表現が違うものを小説化することがある。戯曲ではチャールズ・ラムとメアリー・ラムが書いた『シェイクスピア物語』は戯曲のシェイクスピア作品を分かりやすく小説化したものである。そのままではなくて、視点を変えて小説化したものに例えば、『ハムレット』を母親の視点から描いたジョン・アップダイクの『ガートルードとクローディアス』がある。日本では林真理子が『源氏物語』を六条御息所を亡霊にして描いた『六条御息所 源氏がたり』がある。
聖典を分かりやすく小説化したものとしては阿刀田高の『旧約聖書を知っていますか』『新約聖書を知っていますか』『コーランを知っていますか』などがあるし、外国でも同じような試みがなされている。
叙事詩を小説化したものとしては阿刀田の『ホメロスを楽しむために』などがある。これも『ユリシーズ』などアキレスなどは子ども向けの小説化が多くある。視点を変えて小説化したものとしてはジェイムズ・ジョイスの『ユリシーズ』があり、これは『オデュッセイア』に対応させて現代人の意識の流れなどを描いた20世紀文学の傑作である。

## 映像作品
映像作品のノベライゼーションは、脚本を小説化したものである。主にハリウッド映画の娯楽作で作られる。最近では日本の映画やドラマでも刊行されることがある。

### 外国映画
映画公開前に出版するため、撮影された映像などを見ることなく書き上げられることが多い。そのため、映画の内容とは異なる箇所が存在してしまい、なかには結末が違うことすらある。しかし、ノベライゼーションを読むことで、撮影前など制作初期段階での脚本の内容が分かったり、映画を見ただけでは分からない設定を知ったり、編集の際にカットされたシーンを知ることができる利点がある。ただ、脚本には書かれていない内面描写などは、ノベライゼーション作家の創造であり、実際の映画の俳優の演技・監督の演出等と一致しないため、映画の解説書代わりに読むことは勧められない。
ノベライゼーション専門の作家によって書かれることが多い。このためもあり、ノベライゼーションの文学的評価は低い。ただし、SF映画においてはSF作家によって書かれることもある。
- 『アビス』（オースン・スコット・カード、（上）ISBN 4042737013、（下）ISBN 4042737021）

文庫で出版され、絶版になるまでの期間が通常の小説よりも短い。
原作小説がある場合ノベライゼーションは作られないが、原作が短編小説であるなどの理由で、原作小説とノベライゼーションの両方が存在する場合もある。
- 『トータル・リコール』（ピアズ・アンソニイ、ISBN 4167275384）

元々ノベライゼーションのない外国映画において、日本独自のノベライゼーションが出版されることがある。
- 『ウェディング・バンケット』（今野雄二、ISBN 4838705085)

### 日本の映画やドラマ
日本映画やドラマ作品では、ヒットした作品の公開・放送の終了後に出版されることも多い（大河ドラマ・連続テレビ小説などでは放送前/中に発売される）。
文庫ではなく、単行本（ハードカバー）で出版されることもある。日本にはノベライゼーション専門の作家がいないためか、その映画・ドラマの脚本を書いた脚本家もしくは監督本人がノベライゼーションも書いていることが多い。場合によっては、その作者の処女小説であることが多い。
なお、青山真治は、自身が監督した映画『EUREKA ユリイカ』のノベライゼーション（ISBN 4043656017）で三島由紀夫賞を受賞している。

### 原作付映画
最近は小説などから映画化された場合であってもノベライゼーションが行われることもある。映画オリジナルなサイドストーリのみならず、「原作を忠実に映画化」と銘打たれたケースであってもノベライズ版が出版されることが間々ある。